# Milena Batič
Milena Batič, z domu Bonča, pseudonim Rada Noč (ur. 2 sierpnia 1930 w Kršku, zm. 27 marca 2015 w Mariborze) – słoweńska pedagog, poetka i autorka książek dla dziei i młodzieży.  

## Biografia
Milena urodziła się w Kršku w 1930 r. Pochodziła ze Sevnicy, gdzie mieszkała z rodzicami i rodzeństwem do czasów okupacji niemieckiej.  z ojcem, Leopoldem Bonča, i matką, Mariją, z domu  Kunej. Rodzice, Leopold Bonča i Marija, z domu  Kunej, byli nauczycielami. W 1941 roku zostali zesłani do obwodu lublańskiego, gdzie mieszkali w różnych miejscowościach, m.in.: w Lublanie, Białej Krajnie i Mavrlen. Po wojnie powrócili do Sevnicy. W latach 1947–51 uczęszczała do gimnazjum w Celje, a następnie do szkoły kształcącej nauczycieli w Lublanie. W latach 1953-1956 studiowała języki słoweński, chorwacki i serbski w Wyższej Szkole Pedagogicznej w Lublanie (obecnie Wydział Pedagogiczny Uniwersytetu Lublańskiego. W latach 1951–53 uczyła w Ledinie koło Sevnicy, w latach 1956–59 w gimnazjum w Leskovacu koło Krškema, następnie aż do przejścia na emeryturę w 1990 r. w szkole podstawowej im. Slavko Šlandra (obecnie im. Franca Prešerena) w Mariborze. W 1959 r. poślubiła Velimira Batiča, nauczyciela i publicystę.

## Kariera literacka
Pierwsze wiersze kierowała do dorosłego odbiory i publikowała m.in. w periodykach: Mladinski reviji, Novih obzorjih, Razgledih (pod panieńskim nazwiskiem) i Svitu (pod pseudonimem Rada Noč). Od 1962 r. pisała dla dzieci i publikowała w czasopismach i dodatkach dla młodzieży (m.in.: Ciciban, Kurirček, Pionirski list, Najdihojca, Mlada njiva, Pionir, Mladi rod, Galeb i Cicido ). Część z nich zebrała w tomie Pravljica za malo kurirko . Jest autorką jedenastu książek w którym zebrała poezję dla dzieci i młodzieży oraz krótkie formy teatralne na potrzeby przedstawień szkolnych wystawianych na różne okazje, zwłaszcza z okazji świąt narodowych. Wiersze znalazły się w antologiach słoweńskiej poezji dla dzieci i młodzieży, m.in.: Sončne statve i Tiho, tiho, dete spi. Twórczość Mileny została kilkukrotnie nagrodzona na Festiwalu Kurirček (1964–66, 1977, 1980, 1983, 1987).

## Wybrane dzieła
1969: Pravljica za malo kurirko 
1971: Sto prigodnic za pionirska praznovanja  
1978: Pionirji nastopajo  
1980: Cicibani nastopajo 
1984: Zborne recitacije 
1985: Pionirski koledar  
1987: Mlada beseda